# 원더랜드 (FLiP의 노래)
「원더랜드」(ワンダーランド)는 FLiP의 3번째싱글이다. 2012년 2월 8일에 데프스타 레코드에서 발매되었다.

## 해설
TV 도쿄 계열 애니메이션 "은혼'"의 오프닝 테마로, 2012년 1월부터 3월까지 사용되었다.

## 수록곡

### CD
1. 원더랜드 [3:47]
작사: 이시와타리 쥰지・토나키 사치코 작곡: 토나키 사치코 편곡: 이시와타리 쥰지・FLiP
2. 최후의 만찬 [3:55]
작사: 이시와타리 쥰지・미야기 사노카 작곡: FLiP 편곡: 이시와타리 쥰지・FLiP
3. 카토니아고 (Live ver.)
작사: 이시와타리 쥰지 작곡: 토나키 사치코
4. 원더랜드 (inst.)

DVD
1. 원더랜드 (Music Video)
2. Making of 원더랜드